# Scholenbouwprijs
De Scholenbouwprijs was een tweejaarlijkse prijs, die door het Nederlandse ministerie van Onderwijs, Cultuur en Wetenschap werd toegekend aan opdrachtgevers die een schoolgebouw lieten realiseren dat aansloot op het onderwijsconcept en daarnaast goed te exploiteren was. De prijs werd van 1992 en 2013 uitgereikt.
De tiende editie (2010) van de Scholenbouwprijs werd op advies van de rijksbouwmeester Liesbeth van der Pol uitgesteld omdat de kwaliteit van nieuwbouw pas beoordeeld kan worden nadat in de praktijk gebleken is dat de nieuwbouw goed functioneert.

## Winnaars

### 1992
- J. de Witt College in Den Haag

### 1994
- Openbare basisschool Het Kompas in Den Haag

### 1996
- Isala College in Silvolde

### 1998
The British School  in Den Haag

### 2000
Vanwege het eerste lustrum van de Scholenbouwprijs, waren er drie categorieën te winnen: 
- Nieuwbouwproject in het primair onderwijs : Vensterschool Oosterpark in Groningen
- Nieuwbouwproject voortgezet onderwijs : Montessori College Oost in Amsterdam
- Verbouwingsprijs in verschillende categorieën :
  - het Segbroek College in Den Haag in de categorie uitbreiding
  - het Marnix Gymnasium in Rotterdam  in de categorie verbouwing & inpassing
  - Rietendakschool in Utrecht in de categorie restauratie

### 2002
- SG De Lingeborgh, Geldermalsen
- Openbare Daltonschool De Vijver, Den Haag

### 2004
- VMBO Titaan, Hoorn
- Het Braambos, Hoofddorp

### 2006
- Metzo College, Doetinchem
- PC Prinsenhaghe, Den Haag

### 2008
- Niekée, Roermond
- De Matrix, Hardenberg

### 2013
- Mytylschool Gabriël, 's-Hertogenbosch